# Anguksa

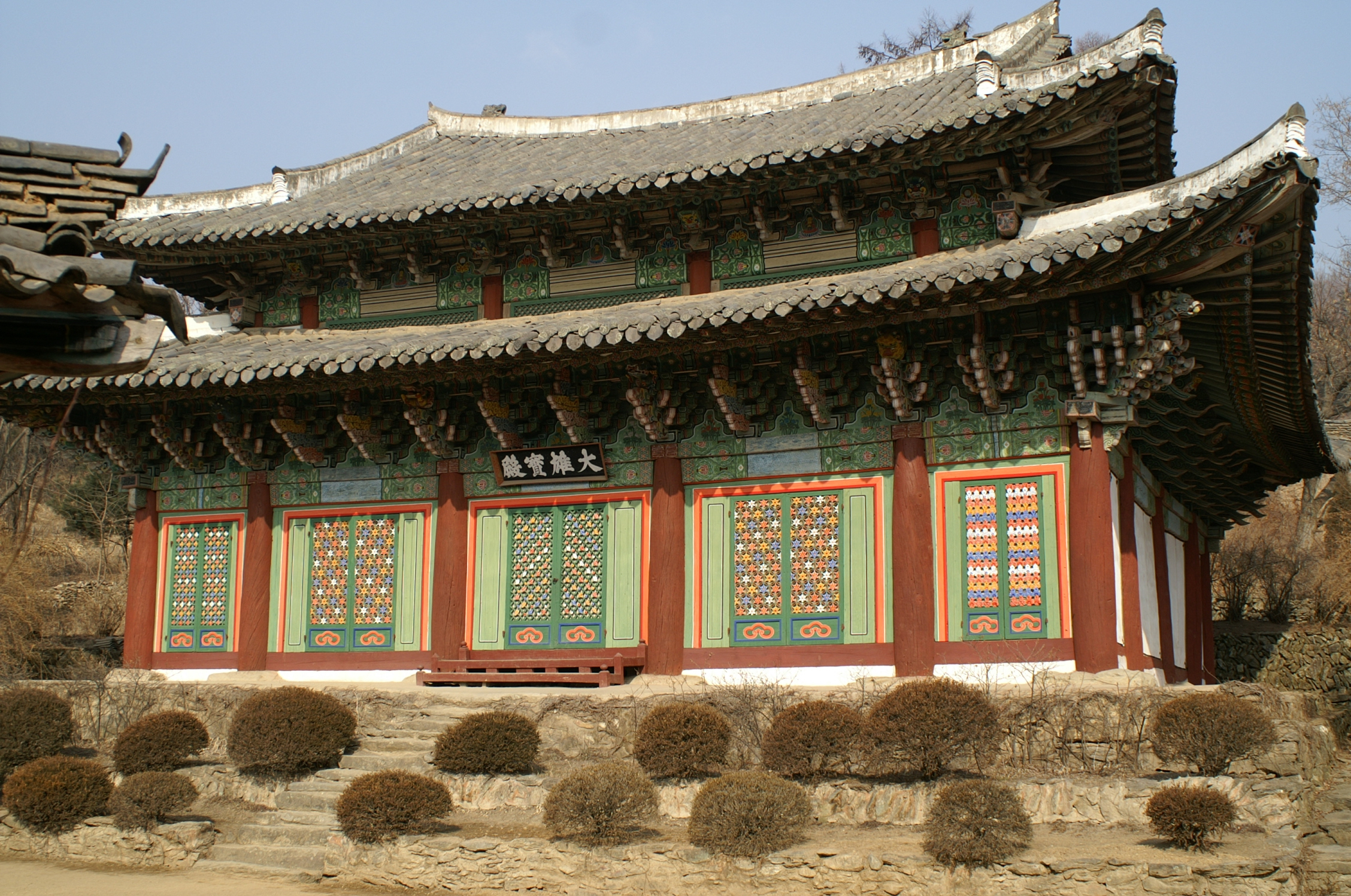
Taeungbo-jon An'guk-sa

Anguksa (안국사, 安國寺) est un temple bouddhiste coréen se trouvant sur les pentes du mont Pongrin au-dessus de Pyongsong, dans la province du Pyongnam en Corée du Nord. Il a été classé trésor national n° 34.

## Description
Le temple Anguk a été fondé en 503 sous le royaume de Koguryo. Il a été reconstruit en 1419 et rénové plusieurs fois. Il est constitué actuellement de quatre bâtiments, le belvédère Thaephyong, le pavillon Ryosa, le belvédère Juphil et le pavillon Taeungbo, ce dernier étant le bâtiment principal. C'est une structure longue de 17,04 m et large de 13,2 m possédant un toit à double faitage supporté par des colonnes. Elle a été rénovée dernièrement en 2011.
Le temple comprend également un ginkgo âgé de 600 ans et une pagode de section carrée à neuf niveaux en pierres polies haute de 6,23 mètres et construite à l'époque de Koryo (918-1392). 